# E2-E4
E2-E4 è un album in studio del chitarrista Manuel Göttsching, registrato nel 1981 e pubblicato tre anni dopo. È stato il primo che Göttsching pubblicò con il proprio nome.

## Il disco
L'album è un brano musicale minimalista di quasi un'ora, suddiviso in nove brani singoli, che prendono il nome da altrettante fasi del gioco degli scacchi. Il titolo dell'album prende il nome da un classico movimento di apertura del gioco degli scacchi (apertura di Re).
L'album è stato registrato da solista in una sessione il 12 dicembre 1981 a Berlino nello Studio Roma e in seguito non più modificato.

## Accoglienza
Pitchfork ha classificato E2-E4 al 79º posto nella lista dei migliori 100 album degli anni ottanta mentre il critico musicale Simon Reynolds lo ha definito un capolavoro della proto-techno.

## Tracce
Musica di Manuel Göttsching
1. Quiet Nervousness – 13:00
2. Moderate Start – 10:00
3. And Central Game – 7:00
4. Promise – 6:00
5. Queen a Pawn – 5:00
6. Glorious Fight – 3:00
7. H.R.H. Retreats (With a Swing) – 9:00
8. And Sovereignty – 3:00
9. Draw – 3:00